# باول كارلسون
باول كارلسون (بالإنجليزية: Paul Carlson)‏ هو طبيب أمريكي، ولد في 31 مارس 1928 في كولفر سيتي في الولايات المتحدة، وتوفي في 24 نوفمبر 1964 في كيسانغاني في جمهورية الكونغو الديمقراطية.